# 当今世界
当今世界是法国国际广播电台的专题节目。由法广在全球各地的特约记者介绍当天世界政治、经济、军事、文化各层面的大事，每次5分钟。

## 播出时间（北京时间）
17:45-17:50首播
次日6:30-6:35,7:25-7:30重播昨天节目